# 嘉年華會狂歡
嘉年華會狂歡（英語：Carnivalesque）指的是一種藝術創作的風格，引用自嘉年華特色的元素，華麗、怪誕。用於文學、視覺藝術及音樂。